# Federația Română de Bob și Sanie
Federația Română de Bob și Sanie (FRBS) este o structură sportivă de interes național ce are competența și autoritatea să organizeze activitatea de bob, skeleton și sanie de competiție din România.

## Președinți
- 2010-2023 Sorin Buta[2][3]
- 2023-prezent Elena Sorina Țicu[3]

## Vezi si
- Echipa națională de bob a României
- Pista de bob și sanie din Sinaia